# خاسلترنی‌فینسه‌موند
خاسلترنی‌فینسه‌موند (به هلندی: Gasselternijveenschemond) یک منطقهٔ مسکونی در هلند است که در آ ان هونزه واقع شده‌است. خاسلترنی‌فینسه‌موند ۶۵۵ نفر جمعیت دارد.